# Coupe du Kazakhstan de football 2011
Navigation
Édition précédente Édition suivante
La Coupe du Kazakhstan 2011 est la 20e édition de la Coupe du Kazakhstan depuis l'indépendance du pays. Elle prend place du 13 avril au 13 novembre 2011.
Un total de 30 équipes prennent part à la compétition, toutes issues des deux premières divisions nationales kazakhes pour la saison 2011.
La compétition est remportée par l'Ordabasy Chimkent qui l'emporte face au Tobol Kostanaï à l'issue de la finale et gagne sa première coupe nationale. Cette victoire permet au club de se qualifier pour le premier tour de qualification de la Ligue Europa 2012-2013 ainsi que pour l'édition 2012 de la Supercoupe du Kazakhstan.

## Premier tour
Les rencontres de ce tour sont jouées le 13 avril 2011 et voient l'entrée en lice de 28 des 30 participants, les équipes exemptées étant le Lokomotiv Astana et le Chakhtior Karagandy, finalistes de l'édition précédente.
| Date          | Club                    | Score                | Club                       |
| ------------- | ----------------------- | -------------------- | -------------------------- |
| 13 avril 2011 | Akjaïyk Oural (D2)      | 1 - 1 ap (4 - 3 tab) | (D1) FK Aktobe             |
| 13 avril 2011 | Ak-Bulak Talgar (D2)    | 0 - 1                | (D1) FK Taraz              |
| 13 avril 2011 | Aktobe-Jas (D2)         | 1 - 8                | (D1) Ordabasy Chimkent     |
| 13 avril 2011 | FK Ile-Saulet (D2)      | 0 - 2                | (D1) Irtych Pavlodar       |
| 13 avril 2011 | Okjetpes Kökşetaw (D2)  | 1 - 1 ap (5 - 4 tab) | (D1) Jetyssou Taldykourgan |
| 13 avril 2011 | Sunkar Kaskelen (D2)    | 2 - 0                | (D1) Vostok Öskemen        |
| 13 avril 2011 | Kaspiy Aqtaw (D2)       | 0 - 3                | (D1) Kaysar Kyzylorda      |
| 13 avril 2011 | Tsesna Almaty (D2)      | 0 - 5                | (D1) Kaïrat Almaty         |
| 13 avril 2011 | CSKA Almaty (D2)        | 1 - 1 ap (3 - 4 tab) | (D1) Tobol Kostanaï        |
| 13 avril 2011 | FK Astana-1964 (D2)     | 0 - 2                | (D1) FK Atyraou            |
| 13 avril 2011 | Bolat Temirtaw (D2)     | 0 - 0 ap (2 - 4 tab) | (D2) Gefest Saran          |
| 13 avril 2011 | Kazakhmys Satpaïev (D2) | 2 - 1                | (D2) Spartak Semeï         |
| 13 avril 2011 | Kyzyljar Petropavl (D2) | 1 - 0                | (D2) FK Ekibastouz         |
| 13 avril 2011 | Tarlan Chimkent (D2)    | 3 - 1                | (D2) Lachyne Taraz         |

## Huitièmes de finale
Les rencontres de ce tour sont jouées le 20 avril 2011.
| Date          | Club                    | Score                | Club                     |
| ------------- | ----------------------- | -------------------- | ------------------------ |
| 20 avril 2011 | Tarlan Chimkent (D2)    | 0 - 1                | (D2) Sunkar Kaskelen     |
| 20 avril 2011 | Tobol Kostanaï (D1)     | 3 - 2 ap             | (D1) FK Atyraou          |
| 20 avril 2011 | FK Taraz (D1)           | 4 - 1                | (D2) Akjaïyk Oural       |
| 20 avril 2011 | Kazakhmys Satpaïev (D2) | 0 - 3                | (D1) Chakhtior Karagandy |
| 20 avril 2011 | Gefest Saran (D2)       | 0 - 1                | (D2) Okjetpes Kökşetaw   |
| 20 avril 2011 | Kyzyljar Petropavl (D2) | 2 - 5                | (D1) Irtych Pavlodar     |
| 20 avril 2011 | Ordabasy Chimkent (D1)  | 2 - 1                | (D1) Kaysar Kyzylorda    |
| 20 avril 2011 | Lokomotiv Astana (D1)   | 1 - 1 ap (2 - 4 tab) | (D1) Kaïrat Almaty       |

## Quarts de finale
Les rencontres de ce tour sont jouées le 11 mai 2011.
| Date        | Club                     | Score | Club                   |
| ----------- | ------------------------ | ----- | ---------------------- |
| 11 mai 2011 | Chakhtior Karagandy (D1) | 2 - 4 | (D1) FK Taraz          |
| 11 mai 2011 | Irtych Pavlodar (D1)     | 1 - 0 | (D2) Okjetpes Kökşetaw |
| 11 mai 2011 | Sunkar Kaskelen (D2)     | 0 - 3 | (D1) Ordabasy Chimkent |
| 11 mai 2011 | Tobol Kostanaï (D1)      | 1 - 0 | (D1) Kaïrat Almaty     |

## Demi-finales
Les demi-finales sont disputés sous la forme de confrontations en deux manches, les matchs aller étant joués le 3 novembre et les matchs retour le 8 novembre 2011.
| Club                 | Score | Club                   | Aller | Retour |
| -------------------- | ----- | ---------------------- | ----- | ------ |
| Irtych Pavlodar (D1) | 3 - 4 | (D1) Tobol Kostanaï    | 1 - 1 | 2 - 3  |
| FK Taraz (D1)        | 3 - 4 | (D1) Ordabasy Chimkent | 3 - 1 | 0 - 3  |

## Finale
La finale de cette édition oppose l'Ordabasy Chimkent, qui dispute sa deuxième finale de coupe, au Tobol Kostanaï, dont il s'agît là de la troisième finale, les deux équipes s'étant déjà rencontrées à ce stade en 2007 et avait vu le Tobol l'emporter. La rencontre est disputée le 13 novembre 2011 au stade central d'Almaty et voit l'Ordabasy l'emporter sur le score de 1-0, l'unique but de la rencontre étant inscrit par Mukhtar Mukhtarov en fin de première mi-temps et permettant aux siens de remporter leur première coupe nationale.
| Entraîneur :   |
| Viktor Pasulko |

| Entraîneur :     |
| Sergueï Petrenko |

| Entraîneur :   |
| Viktor Pasulko |

| Entraîneur :     |
| Sergueï Petrenko |